# HEOS–1
HEOS–1 (Highly Ecxentric Orbit Satellite), korábban HEOS A az ESRO által 1968-ban indított geofizikai műhold volt.

## Küldetés
Az Európai Űrkutatási Szervezet (ESRO) kettő műholdat bocsátott fel a Földet körülvevő magnetoszféra vizsgálatára. Mérte a plazma, mágneses mező és a kozmikus részecskék állapotát.

## Jellemzői
Gyártotta a Thomson Corporation, üzemeltető az ESRO.
Megnevezései: HEOS–1; HEOS A; HEOS A1; COSPAR: 1968-109A; Kódszáma: 3595
1968. december 5-én a Floridából, a Cape Canaveralból, az LC17–B (LC–Launch Complex) jelű indítóállványról egy Delta E1 (481/D61) hordozórakétával állították magas Föld körüli pálya (HEO = High-Earth Orbit). Az orbitális pályája 6704,30 perces, 60,50 fokos hajlásszögű, erősen elnyújtott, nagy excentricitású és magasságú elliptikus pálya perigeuma 20 020 km, az apogeuma 202 780 km volt.
Alakja hengeres, teljes tömege 116 kg. Forgás-stabilizált műhold. Stabilitását gázfúvókák alkalmazásával segítette. Bruttó tömege 116 kg. Mérte a bolygóközi tér, a kozmikus részecskék állapotát, a magnetoszféra összetevőit, a mágneses mezőt, a naptevékenységet, a plazma jelenséget. A mérési adatokat rögzítette, majd a földi állomás felett elrepülve a Földre továbbította. Három antennája biztosította az oda-vissza kapcsolatot. 16 hónapon keresztül kifogástalanul működött, majd műszakiokok miatt csak részlegesen látta el feladatát.
1975. október 28-án 2517 nap (6,89 év) után belépett a légkörbe és megsemmisült.

## Külső hivatkozások
- HEOS–1. lib.cas.cz. [2013. október 13-i dátummal az eredetiből archiválva]. (Hozzáférés: 2014. március 14.)
- HEOS–1. nasa.gov. (Hozzáférés: 2014. március 14.)
- HEOS–1. astronautix.com. (Hozzáférés: 2014. március 14.)

| Elődje: Program kezdete | HEOS-program 1968–1972 | Utódja: HEOS–2 |